# Philenora aspectalella
Philenora aspectalella är en fjärilsart som beskrevs av Walker 1864. Philenora aspectalella ingår i släktet Philenora och familjen björnspinnare. Inga underarter finns listade i Catalogue of Life.